# Vắc-xin bại liệt
Vắc-xin bại liệt được sử dụng trên khắp thế giới để chống bệnh bại liệt chia làm hai loại. Loại đầu tiên do Jonas Salk phát triển và được thử nghiệm lần đầu tiên vào năm 1952. Ngày 12 tháng 4 năm 1955, vắc-xin loại đầu tiên gồm một liều tiêm virus bị làm yếu polio được công bố trên toàn thế giới. Albert Sabin là người đã phát triển loại vắc-xin thứ hai theo dạng thuốc chủng ngừa để uống với tên gọi vắc-xin Sabin, sử dụng thành phần là virus polio bị làm suy yếu. Việc thử nghiệm vắc-xin Sabin bắt đầu từ năm 1957 và được cấp phép vào năm 1962. Vì từ lâu không có vật trung gian truyền bệnh cho virus polio, virus polio không có nơi sinh sống ở động vật không thuộc bộ linh trưởng trong tự nhiên và sự tồn tại của virus polio trong môi trường xuất hiện biệt lập trong một thời gian dài. Do đó, để ngăn việc truyền vi virut từ người sang người, tiêm phòng là bước quan trọng trong việc xoá bệnh bại liệt toàn cầu. Hai loại vắc-xin trên đã góp phần loại bỏ bệnh bại liệt ở hầu hết các nước trên thế giới đồng thời góp phần làm giảm tỷ lệ nhiếm bệnh trên toàn thế giới, với ước tính vào năm 1988 là 350.000 ca nhưng đến năm 2007 giảm xuống chỉ còn 1.652 ca..